# 奧爾梅亞湖
56°06′10″N 28°17′08″E / 56.10278°N 28.28556°E
奧爾梅亞湖（俄语：Ормея），是俄羅斯的湖泊，位於該國西北部，由普斯科夫州負責管轄，處於謝別日區，面積2平方公里，集水區面積101.7平方公里，平均水深1.4米，最大水深2.4米。